# Сюзюм (река)
Сюзюм — река в Кировской области России, левый приток Пижмы (бассейн Волги).
Устье реки находится в 201 км от устья Пижмы по левому берегу. Длина реки составляет 71 км. В 21 км от устья принимает справа реку Рубка. Площадь водосборного бассейна — 731 км².

## Описание
Река Сюзюм берёт начало восточнее пгт Ленинское Шабалинского района близ деревни Олюнинской. Протекает по болотистой местности на юг, в нижнем течении на юго-восток. Правый склон крутой, местами обрывистый; левый склон пологий. Долина реки асимметричная, пойма местами односторонняя. Ширина русла 10-15 м. Глубина на перекатах 0,2-0,6 м, на плёсах 1-3,5 м. Впадает в реку Пижму в 201 км от устья по левому берегу на территории Котельничского района.

## Притоки
- Красавка (лв)
- Широкая (лв)
- Масловка (лв)
- Боярка (пр)
- Хабаровка (пр)
- Язевка (лв)
- Рубка (27 км, пр)
- Норишница (лв)
- Красница (лв)

## Данные водного реестра
По данным государственного водного реестра России относится к Камскому бассейновому округу, водохозяйственный участок реки — Вятка от города Котельнич до водомерного поста посёлка городского типа Аркуль, речной подбассейн реки — Вятка. Речной бассейн реки — Кама.
Код объекта в государственном водном реестре — 10010300412111100036511.